# لیسی، شهرستان ساره
لیسی (به لاتین: Leisi) یک منطقهٔ مسکونی در استونی است که در دهستان لیسی واقع شده‌است.